# Jezioro Bodeńskie

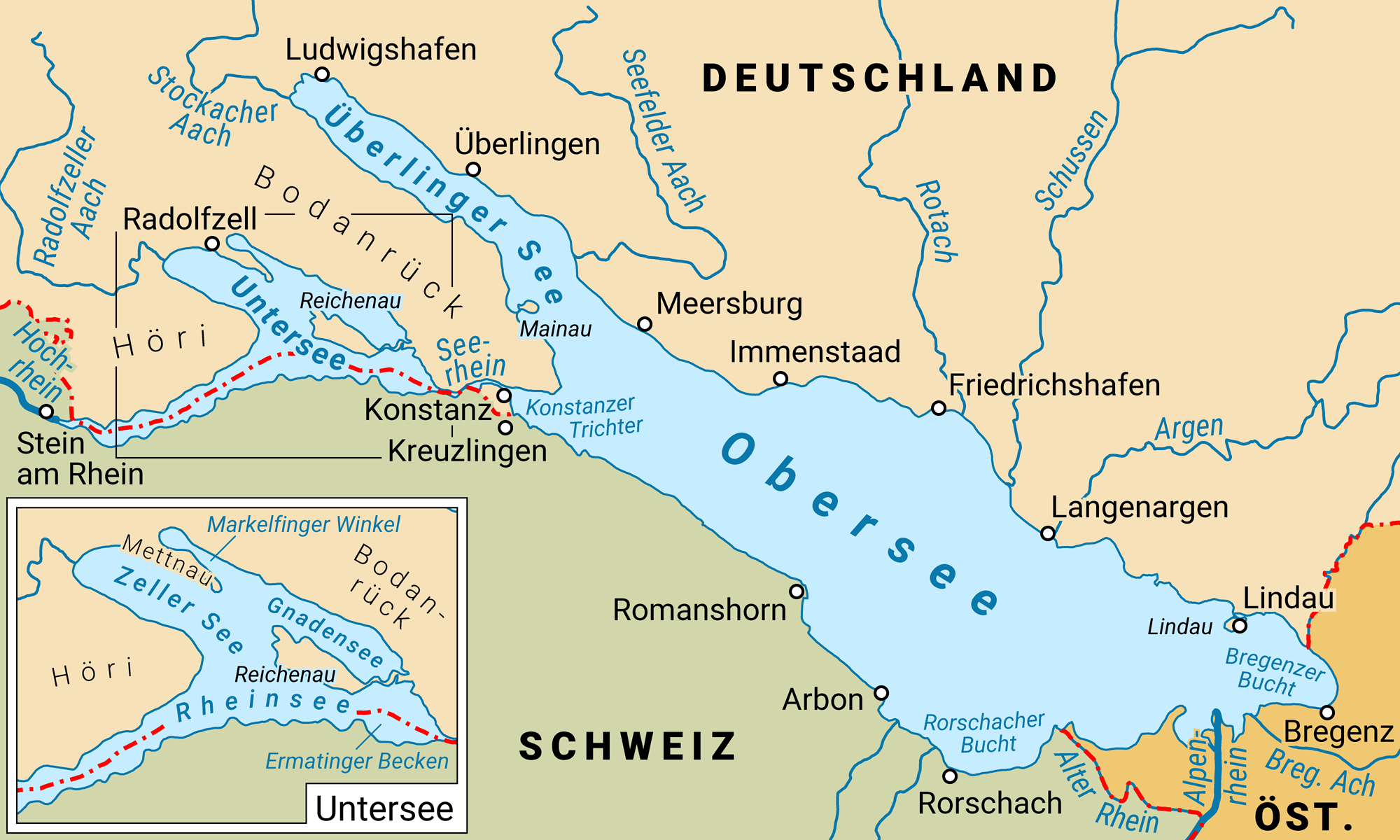
Jezioro Bodeńskie

Jezioro Bodeńskie (niem. Bodensee, wym. MAF: [ˈboːdn̩ˌzeː], posłuchajⓘ; fr. lac de Constance; ret. lai da Constanza; wł. lago di Costanza) – jezioro u podnóża Alp, na pograniczu Niemiec, Austrii i Szwajcarii, trzecie pod względem wielkości w Europie Środkowej (po Balatonie na Węgrzech i Jeziorze Genewskim na granicy szwajcarsko-francuskiej). Jezioro Bodeńskie jest rezerwuarem wody pitnej dla ok. 4,5 mln ludzi (roczny pobór: ok. 180 mln m³).

## Nazwa
Nazwa jeziora pochodzi od jednej z najstarszych miejscowości nad nim położonych – wsi Bodman na zachodnim końcu odnogi Überlinger See. Starożytni Rzymianie nazywali to jezioro po łac. Lacus Brigantinus, od miasta Bregencja (łac. Brigantium). W niektórych językach europejskich nazywa się je Jeziorem Konstanckim, od największego leżącego nad nim miasta – Konstancji (fr. Lac de Constance, ang. Lake Constance, wł. Lago di Costanza).

## Status międzynarodowy
Jest przedmiotem umów międzynarodowych, podpisanych m.in. między Badenią i Szwajcarią (z 20/31 października 1854 r.) oraz między Rzeszą Niemiecką i Szwajcarią (z 28 kwietnia 1878 r. i z 24 czerwca 1879 r.). Umowy te zostały uznane przez powstałą w 1949 r. Niemiecką Republiką Federalną za nadal obowiązujące. W czasie obu wojen światowych Rzesza wyznaczyła linię w poprzek jeziora, strzeżoną przez siły zbrojne.

## Liczby i fakty
- Powierzchnia: 538,5 km²
- Długość linii brzegowej: 273 km
- Głębokość maksymalna: 254 m
- Wysokość: 395,23 m n.p.m.
- Zasoby wodne: 48 km³
- Części jeziora: Obersee, Überlinger See, Zeller See i Untersee.
- Wyspy: Mainau, Reichenau i Lindau.
- Przez Jezioro Bodeńskie przepływa rzeka Ren.

## Większe miasta nad Jeziorem Bodeńskim
- niemieckie:
  - Konstancja (Konstanz)
  - Friedrichshafen
  - Lindau (Bodensee)
  - Überlingen
  - Meersburg
- szwajcarskie:
  - Kreuzlingen
  - Rorschach
  - Romanshorn
- austriackie:
  - Bregencja (Bregenz)